# Ancy
Ancy település Franciaországban, Rhône megyében. Lakosainak száma 674 fő (2022. január 1.). Ancy Saint-Forgeux, Savigny, Saint-Julien-sur-Bibost, Saint-Romain-de-Popey és Montrottier községekkel határos.

## Népesség
A település népességének változása:
| Lakosok száma | 606  | 615  | 642  | 640  | 653  | 668  | 675  | 677  | 674  |
|               | 2013 | 2015 | 2016 | 2017 | 2018 | 2019 | 2020 | 2021 | 2022 |